# Спорт в Японії
Найстаріший вид спорту в Японії — національна боротьба сумо. Перші згадки про неї містяться в японських міфах, описаних в історичній хроніці «Анналах Японії». Поряд із сумо стародавні японці займалися соколиними ловами, кінними перегонами, японським поло дакю та грою в м'яч кемарі. У середньовіччі набули популярності бойові мистецтва такі як стрільба з луку, боротьба дзю-дзюцу, фехтування на мечах, алебардах і списах. Нові види спорту потрапили в Японію наприкінці 19 століття, завдяки вестернізації країни після реставрації Мейдзі. 1912 року японська команда вперше взяла участь на V літніх Олімпійських іграх в Стокгольмі.
Поряд із сумо, найпопулярнішим спортом в Японії є бейсбол. Він був завезений з США 1872 року. Спочатку ця гра набула поширення серед студентів університетів, а з початку 20 століття стала викладатися на уроках фізкульутри у середніх та вищих школах. 1934 року виник Токійський бейсбольний клуб Великої Японії, на базі якого 1936 року була утворена перша в країні Японська професійна бейсбольна асоціація.
У Японії чотири рази проводилися Олімпійські ігри. Літні проходили в Токіо в 1964 і 2021, а зимові — в Саппоро в 1972 і Наґано в 1998.

## Історія
Змагання в боротьбі сумо — важливий вид традиційного японського спорту — були як релігійною, так і спортивною подією. Багато з ритуалів сумо схожі на синтоїстські. Вважається, що деякі з древніх змагань сумо були релігійною подією з визначеним результатом, як підношення ками. Деякі змагання служили прогнозами. Наприклад, якщо в змаганні брали участь рибалка і фермер і вигравав рибалка, наступний рік обіцяв вигоди і дохід.
У період Камакура почали складатися багато систем єдиноборств. Кудо став відомий як «кюдзюцу», буквально «навичка поклону», це стало хорошим проведенням часу для самурая. Ябусаме теж стартував як спорт в цей час, але тепер вважається священною церемонією.
Полювання також стала популярним заняттям, широко використовувалися собаки. Полювання також називали «Іноімоно», буквально «переслідування собаки».